# Теш
Теш (фр. Têche) — коммуна во Франции, находится в регионе Рона — Альпы. Департамент коммуны — Изер. Входит в состав кантона Сюд-Грезиводан. Округ коммуны — Гренобль.
Код INSEE коммуны — 38500. Население коммуны на 2012 год составляло 581 человек. Населённый пункт находится на высоте от 162  до 411  метров над уровнем моря. Муниципалитет расположен на расстоянии около 470 км юго-восточнее Парижа, 80 км юго-восточнее Лиона, 27 км западнее Гренобля. Мэр коммуны — M. Denis Falque, мандат действует на протяжении 2014—2020 гг.
Динамика населения (INSEE):